# 芦川淳平
芦川 淳平（あしかわ じゅんぺい、本名：井間淳大、1957年（昭和32年）10月19日 - ）は、浪曲作家、浪曲歌謡実演家、浪曲親友協会監事。浪曲・演芸評論家、作詞家、日本脚本家連盟・日本放送作家協会会員。

## 来歴
兵庫県芦屋市生まれ。父親は地方公務員の家庭に育つ。
浪曲に関心を持ったのは中学2年生の時に三波春夫「俵星玄蕃」のレコードを購入したのがきっかけ。
関西学院高等部から関西学院大学経済学部卒業。大学では古典芸能研究会に所属、三波春夫、広沢瓢右衛門との面識を得る。
「岬あつし」名義で公演を行った後、1976年に雑誌「浪曲展望」を創刊。研究と取材を通して浪曲評論や脚本執筆に携わり、広告代理店勤務を経て浪曲作家・浪曲司会者となる。浪曲台本・歌謡曲作詞は多数、浪曲公演の司会解説やプロデュースも務める。
NHKテレビ「浪曲特選」、ABCテレビ「おはよう浪曲」などの司会も務めた。
2002年国立劇場大衆芸能脚本最優秀賞受賞。

## 著作
- 浪曲の神髄―日本人の魂の叫びが聞こえる（2013年1月、JDC出版）ISBN 978-4890084883
- 独流実践歌唱術: 心に届く日本の歌の歌い方（2021年5月、デザインエッグ社）ISBN 978-4815026875
- なにから なにまで なにわ節: 芦川淳平の浪曲双書1（2021年5月、デザインエッグ社）ISBN 978-4815026912
- 言わねばならぬ なにわ節～昭和浪曲レジェンド16人の証言: 芦川淳平の浪曲双書2（2021年6月、デザインエッグ社）ISBN  978-4815027469

ほか

### 共著・執筆
- 上方演芸大全（2008年11月、創元社、大阪府立上方演芸資料館（ワッハ上方） 編）ISBN 9784422700724
- 定本 日本浪曲史（2009年8月、岩波書店）ISBN  9784000242639- 座談会「上方浪曲史（桂米朝・天龍三郎・大西信行 )」 司会

ほか